# Bernard Ollier
Pour les articles homonymes, voir Ollier.
 (mars 2023).
Il peut être nécessaire de l'améliorer pour respecter le principe de neutralité de point de vue. Veuillez consulter la page de discussion pour plus de détails.

 (mars 2018).
Si vous disposez d'ouvrages ou d'articles de référence ou si vous connaissez des sites web de qualité traitant du thème abordé ici, merci de compléter l'article en donnant les références utiles à sa vérifiabilité et en les liant à la section « Notes et références ».
 (mars 2018).
Bernard Ollier, né le 22 juillet 1944 à Clermont-Ferrand, est un artiste et écrivain français. Il vit et travaille à Roquepine dans le Gers.

## Biographie
Sa formation universitaire (lettres et arts plastiques) le conduit à la carrière d'enseignant et à celle de directeur de l'école des Beaux-arts de Reims.
Il obtient l'agrégation d'Arts plastiques, puis soutient sa Thèse de doctorat en philosophie sous la direction de Claude Gagean, (Strasbourg 2).
L'intitulé de sa thèse est Textes-peintures : Réflexions sur une pratique picturale par l'intermédiaire d'une pratique de l'écriture. Formes et fonctions substitutives. Modèles explicatifs.
Les travaux résultant de cette pratique sont poursuivis pendant plusieurs décennies à l'écart de toute manifestation publique. Ils commencent à être montrés à partir des années 2000, notamment à la Galerie la Réserve d'AREA (Paris) et aux musées d'Abbeville, des Beaux-Arts de Rouen, puis au musée des Arts décoratifs (Paris) dans la bibliothèque Jules Maciet.

## Œuvre
Principales séries d'œuvres : 
- 1969 - Circa 2005. Dessins à la mine de plomb qui recouvrent la surface du papier sans laisser le moindre blanc. Titre : Épreuves du rien.
- 1990 - Textes brefs destinés à remplacer, restituer, inventorier et authentifier des œuvres disparues puis l'ensemble des œuvres. Titre : Épreuves d'équivalence.
- Circa 1990 - Inventaire général des œuvres. Les pages qui répertorient les œuvres (description sommaire et référencement) sont traitées comme des monochromes gris : les pavés de textes qui les composent sont totalement justifiés, sans alinéas et sans espaces entre les mots.
- Circa 1995 - Dessins au pinceau ou à la plume consistant à remplir systématiquement le blanc des pages laissé par l'écriture des manuscrits et notes de travail. Titre : Épreuves d'oubli.
- 2011 - Scénarios permettant la réalisations d'œuvres, essentiellement photographiques. Titre : Oeuvres potentielles. 78 scénarios ont ainsi été actualisés par le personnel de la Bibliothèque du musée des Arts décoratifs (Paris).
- 2014 - Livres-expositions. Collection de livres d'artiste qui développent les séries et sous-séries de l'Inventaire. Titre : Édition de l'Épreuve[2], aux Éditions particulières.
- 2016 - Œuvres inexistantes, Œuvres absentes. Un exemple significatif de ce travail est l'exposition de 1 066 emplacements numérotés sur les murs du château de Vicq-sur-Breuilh.

## Publications
- Voir / Riov, livre d'artiste, Éditions area, 2004
- Index, romans à reconstituer, Éditions area, 2006
- Tentative pour représenter l'oubli des pensées, livre d'artiste, Éditions area, 2007
- Manuscrit ou Les Mains du vieux Maître, livre d'artiste, Éditions Jean-Pierre Huguet, 2010
- Exposition d’une lecture / Lecture d’une exposition, Édition(s) Particulière(s), 2014
- Pages 7 et 8, Édition(s) Particulière(s), 2015
- Livre d’ennui / Équivalent d’une exposition, Édition(s) Particulière(s), 2016
- Représentation d’une lecture du Livre d’Ennui, Édition(s) Particulière(s), 2016
- L’Atelier du peintre / Roman d’une exposition disparue, Édition(s) Particulière(s), 2016
- Archives disparues / Reconstitution illusoire, Édition(s) Particulière(s), 2016
- Indices / Enquête sur la mort d’un artiste, Édition(s) Particulière(s), 2016
- Œuvres supposées du vieux Maître, Édition(s) Particulière(s), 2017
- Bernard Ollier exagère la Tour Eiffel[3], Pierre Mainard[4], 2018
- Humans / Animals, Édition(s) Particulière(s), 2018
- Œuvres inexistantes / une exposition, Édition(s) Particulière(s), 2018

## Monographie, entretiens, presses
- Dossier Bernard Ollier, revue Verso, n° 51, pp. 3-15, octobre-décembre 2008
- Ombres heureuses, monographie illustrée, coédition Éditions Area et Musée de Rouen, 224 p., 2008 : La Preuve d'existence, Jean-Marie Delassus (entretien) ; Fugues en gris, Gérard-Georges Lemaire ; L'Absence, mode infinitif, Alin Avila ; La Texture de l'oubli, Laurent Salomé
- Les gris éloquents de Bernard Ollier : Giorgio Podestà, Les Lettres françaises, (5 juillet 2008)
- Bernard Ollier le regard des ombres, entretien avec Léa Bismuth et Jacques Henric, Art Press, n° 376, pp. 58-62, mars 2011

## Expositions
- 2005 : Voir, galerie La Réserve, Paris, (décembre 2005)
- 2005 : Voir, musée Boucher-de-Perthes d'Abbeville, collégiale Saint-Vulfran, école d’Art (14 mai - 18 septembre 2005)[5]
- 2008 : Ombres heureuses, musée des Beaux-Arts de Rouen (16 mai - 31 août 2008)[6],[7],[8]
- 2008 : Constantes : 1978 - 2008, galerie La Réserve, Paris (10 juin - 30 juillet 2008)
- 2011 : Extension du domaine Maciet, musée des Arts décoratifs (Paris), bibliothèque Jules Maciet (17 mars - 14 mais 2011)[9]
- 2014 : Exposition d'une lecture, Lecture d'une exposition, Médiathèque Pablo-Neruda de Malakoff (29 octobre - 15 novembre 2014)
- 2017 : Humans / Animals, Le Vieux Château, Vicq-sur-Breuilh (juillet 2017)
- 2019 : Exposition d'un livre invisible, chez Yvon Lambert, Paris (juin 2019)

## Expositions collectives
- 2016 : galerie Martine Aboucaya (Paris), Quelques manuscrits trouvés dans une cervelle
- 2016 : Tauves (avec Vladimír Škoda)[10]

## Collections publiques
- Musée des Beaux-Arts de Rouen : deux dessins sans titre : 290 x 220 cm. Installation pérenne intitulée Simone Velasquez, double stèle « encadrant » le Démocrite de Velasquez
- Médiathèque Pablo Neruda, Malakoff : Mur peint